# Уилсон, Огаст
Огаст Уилсон (англ. August Wilson, имя при рождении Фредерик Огаст Киттель-младший англ. Frederick August Kittel Jr; 27 апреля 1945 — 2 октября 2005) — американский драматург. Его называли «театральным поэтом чёрной Америки». Он наиболее известен серией из 10 пьес, совместно называемых «Питтсбургский цикл» (или «Цикл века»), в которых описывается опыт и наследие афроамериканского сообщества в 20 веке. Среди пьес этой серии — «Ограды» (1987) и «Урок игры на фортепиано» (1990), обе из которых принесли Уилсону Пулитцеровскую премию за лучшую драму, а также «Ма Рейни: Мать блюза» (1984) и «Приди и уйди» Джо Тернера (1988). В 2006 году Уилсон был включён в Американский театральный зал славы.
Другие темы варьируются от системной и исторической эксплуатации афроамериканцев, расовых отношений, идентичности, миграции и расовой дискриминации. Виола Дэвис сказала, что творчество Уилсона «передает наш юмор, нашу уязвимость, наши трагедии, наши травмы. И он очеловечивает нас. И он позволяет нам говорить». После смерти Уилсона три его пьесы были адаптированы или повторно экранизированы в фильмах: «Ограды» (2016), «Ма Рейни: Мать блюза» (2020) и «Уроки фортепиано» (2024). Дензел Вашингтон руководил фильмами и поклялся продолжить наследие Уилсона, адаптировав остальные его пьесы в фильмы для более широкой аудитории. Вашингтон сказал: «Самая большая часть того, что осталось от моей карьеры, — это убедиться, что об Огасту позаботятся».

## Ранний период жизни
Уилсон родился под именем Фредерик Огаст Киттель-младший в районе Хилл, города Питтсбург, штат Пенсильвания, и был четвертым из шести детей. Его отец, Фредерик Огаст Киттель-старший, был судетским немцем-иммигрантом, который был пекарем/кондитером. Его мать, Дейзи Уилсон, была афроамериканкой из Северной Каролины, которая зарабатывала на жизнь уборкой домов. Анекдотическая история Уилсона гласит, что его бабушка по материнской линии отправилась из Северной Каролины в Пенсильванию в поисках лучшей жизни. Мать Уилсона воспитывала детей одна, пока ему не исполнилось пять лет, в двухкомнатной квартире за продуктовым магазином на Бедфорд-авеню, 1727; в его воспитании в детстве отец почти не участвовал. Позже Уилсон писал под фамилией своей матери.
Экономически неблагополучный район, где он вырос, был населен преимущественно чернокожими американцами и еврейскими и итальянскими иммигрантами. Жизнь братьев и сестер Киттель была тяжелой, поскольку они были смешанной расы. Огаст боролся с поиском чувства принадлежности к определенной культуре и не чувствовал, что он действительно вписывается в афроамериканскую культуру или культуру белых до более позднего возраста. Мать Уилсона развелась с его отцом и вышла замуж за Дэвида Бедфорда в 1950-х годах, и семья переехала из Хилл-Дистрикт в тогдашний преимущественно белый рабочий район Хейзелвуд , где они столкнулись с расовой враждебностью; в окно их нового дома бросали кирпичи. Вскоре их выгнали из дома и заставили переехать в другой дом.
Район Хилл стал местом действия многочисленных пьес Питтсбургского цикла. Его опыт взросления с сильной матриархальной семьей сформировал способ написания его пьес.
В 1959 году Уилсон был одним из 14 афроамериканских студентов в Центральной католической средней школе, но бросил учёбу через год. Затем он поступил в профессиональную среднюю школу Коннелли, но посчитал учебную программу несложной. Он бросил среднюю школу Гладстона в 10-м классе в 1960 году после того, как его учитель обвинил его в плагиате 20-страничной работы, которую он написал о Наполеоне I во Франции. Уилсон скрыл своё решение от матери, потому что не хотел её разочаровывать. В возрасте 16 лет он начал работать на черных работах, где познакомился с самыми разными людьми, на которых были основаны некоторые из его более поздних персонажей, например, Сэм в « Уборщике » (1985).
Широкое использование Уилсоном библиотеки Карнеги в Питтсбурге привело к тому, что позже она наградила его почетным дипломом средней школы. Уилсон, который сказал, что научился читать в возрасте четырех лет, начал читать чернокожих писателей в библиотеке, когда ему было 12, и провел остаток своих подростковых лет, обучаясь по книгам Ральфа Эллисона, Ричарда Райта, Лэнгстона Хьюза, Арны Бонтемпс и других.

## Карьера

### 1960-е
Уилсон знал, что хочет стать писателем, но это создало напряженность в отношениях с его матерью, которая хотела, чтобы он стал юристом. Она заставила его покинуть семейный дом, и в 1962 году он поступил на трёхлетнюю службу в армию Соединенных Штатов, но был демобилизован через год и вернулся к работе на различных случайных работах в качестве носильщика, повара быстрого приготовления, садовника и посудомойщика.
В 1965 году Фредерик Аугуст Киттель-младший сменил имя на Огаст Уилсон, взяв фамилию своей матери после смерти отца. В том же году он открыл для себя блюз в исполнении Бесси Смит и купил украденную пишущую машинку за 10 долларов, которую часто закладывал, когда денег было мало. В 20 лет он решил, что он поэт, и отправил свои работы в такие журналы, как Harper's. Он начал писать в барах, местном табачном магазине и кафе — от руки на салфетках и в желтых блокнотах, впитывая голоса и персонажей вокруг себя. Ему нравилось писать на салфетках для кафе, потому что, по его словам, это освобождало его и делало менее застенчивым как писателя. Затем он собирал заметки и печатал их дома. Одаренный талантом улавливать диалект и акценты, Уилсон обладал «поразительной памятью», которую он в полной мере использовал в своей карьере. Он постепенно научился не подвергать цензуре язык, который он слышал, когда включал его в свою работу.

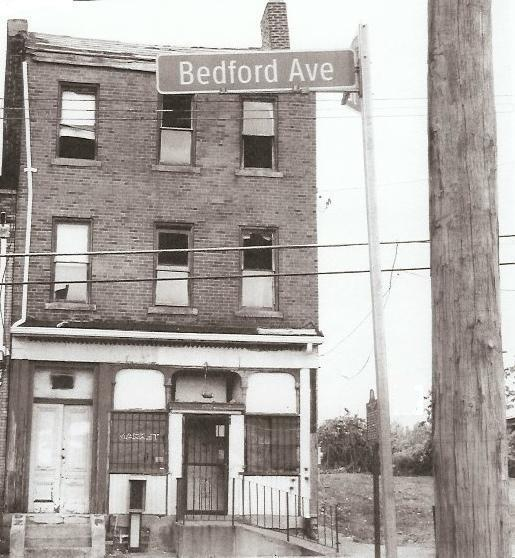
Дом детства Уилсона по адресу Бедфорд Авеню, 1727 в Питтсбурге

Голос Малкольма Икса повлиял на жизнь и творчество Уилсона (например, «The Ground on Which I Stand», 1996). И «Нация ислама» (NOI), и движение «Власть чёрных» говорили с ним о самодостаточности, самообороне и самоопределении , и он ценил мифы о происхождении, которые поддерживал Элайджа Мухаммед. В 1969 году Уилсон женился на Бренде Бертон, мусульманке, и стал ассоциироваться с «Нацией ислама», хотя, как сообщается, он не принял ислам. У него и Бренды была одна дочь, Сакина Ансари-Уилсон. В 1972 году пара развелась.
В 1968 году вместе со своим другом Робом Пенни Уилсон стал соучредителем театра «Чёрный Горизонт» в районе Хилл в Питтсбурге. Первая пьеса Уилсона, «Recycling», была представлена для зрителей в небольших театрах, школах и общественных центрах общественного жилья по 50 центов за билет. Среди этих ранних попыток была «Джитни», которую он писал более двух десятилетий, как часть своего цикла из 10 пьес о Питтсбурге XX века. У него не было режиссёрского опыта. Он вспоминал: «Кто-то огляделся и спросил: «Кто будет режиссером?» Я сказал: «Я буду». Я сказал это, потому что знал дорогу к библиотеке. Поэтому я пошёл искать книгу о том, как ставить пьесу. Я нашёл одну под названием «Основы режиссуры пьес» и проверил её».

### 1970-е
В 1976 году Вернелл Лилли, основавший Kuntu Repertory Theatre в Университете Питтсбурга двумя годами ранее, поставил пьесу Уилсона «Возвращение домой». В том же году Уилсон увидел постановку «Сизве Банзи умер» Атола Фугарда в Питтсбургском общественном театре, впервые побывав на профессионально поставленной драме. Затем Уилсон, Пенни и поэт Маиша Батон основали Kuntu Writers Workshop, чтобы объединить афроамериканских писателей и помочь им в публикации и производстве. Обе организации продолжают действовать.
В 1978 году Уилсон, по предложению своего друга, режиссера Клода Перди, переехал в Сент-Пол, штат Миннесота который помог ему получить работу по написанию образовательных сценариев для Музея науки Миннесоты. В 1980 году он получил стипендию для Центра драматургов в Миннеаполисе. В 1981 году он ушёл из музея, но продолжал писать пьесы. В течение трёх лет он был поваром на неполный рабочий день в «Little Brothers of the Poor». Уилсон имел давние связи с театральной компанией Penumbra Theatre Company из Сент-Пола, которая изначально финансировалась федеральным грантом Comprehensive Employment and Training Act (CETA) и которая впервые представила некоторые из его пьес. В 1980 году он написал пьесу Fullerton Street, которая не была поставлена и опубликована. Она посвящена борьбе Джо Луиса и Билли Конна в 1941 году и потере ценностей, сопутствующей Великой миграции американских негров.

### 1980-е
На протяжении 1980-х годов Уилсон написал большую часть своих произведений, включая «Джитни» (1982), «Ма Рейни: Мать блюза» (1984), «Ограды» (1985), Джо Тёрнер: «Пришел и ушел»
(1986) и «Уроки фортепиано» (1987).
В 1987 году мэр Сент-Пола Джордж Латимер назвал 27 мая «Днем Огаста Уилсона». Он был удостоен этой чести, поскольку он единственный человек из Миннесоты, получивший Пулитцеровскую премию за драму.

### 1990-е
В 1990 году Уилсон покинул Сент-Пол после развода и переехал в Сиэтл. Там он завязал начал сотрудничать с Сиэтлским репертуарным Театром, который выпустил весь его цикл из 10 пьес и его моноспектакль How I Learned What I Learned.
Хотя он был писателем, посвятившим себя написанию пьес для театра, голливудская студия предложила экранизировать пьесу Уилсона «Ограды». Он настоял на том, чтобы для фильма был нанят чернокожий режиссёр, заявив: «Я отклонил кандидатуру белого режиссёра не по признаку расы, а по признаку культуры. Белые режиссеры не подходят для этой работы. Для этой работы требуется человек, разделяющий специфику культуры чернокожих американцев». Фильм оставался неснятым до 2016 года, когда Дензел Вашингтон снял фильм «Ограды» с Вашингтоном и Виолой Дэвис в главных ролях. Он принёс Уилсону посмертную номинацию на кинопремию «Оскар» в 2017 году.
Уилсон получил множество почётных степеней, включая почётную степень доктора гуманитарных наук Питтсбургского университета, попечителем которого он был с 1992 по 1995 год.
Уилсон сохранял сильный голос в прогрессе и развитии (тогдашнего) современного «Чёрного театра», несомненно, черпая вдохновение из примеров своей юности, таких как те, что были показаны во время движения за серное искусство. Одним из наиболее заметных примеров сильных мнений и критики Уилсона того, каково было состояние черного театра в 1990-х годах, была работа «О культурной власти: дискуссия Огаста Уилсона/Роберта Брустейна», где Уилсон выступал за полностью черный театр, где все должности занимали бы чернокожие. Напротив, он утверждал, что чернокожие актеры не должны играть роли, не являющиеся специфически черными (например, никакого черного Гамлета}). Брустейн горячо занял противоположную точку зрения.

### 2000-е
В 2005 году вышла последняя часть Уилсона из его десятисерийного Векового цикла под названием Radio Golf. Впервые она была представлена в 2005 году Йельским репертуарным театром в Нью-Хейвене, штат Коннектикут, а её премьера на Бродвее состоялась в 2007 году в театре Корта. Она стала известна как последняя работа Уилсона.

## Движение пост-черного искусства
Хотя работа Уилсона официально не признана в литературном каноне Движения за черное искусство, он, безусловно, был продуктом его миссии, помогая соучредителю театра «Черный Горизонт» в своем родном городе Питтсбурге в 1968 году, расположенный в районе Хилл в Питтсбурге, исторически и преимущественно черном районе, театр «Черный Горизонт» стал культурным центром чёрного творчества и строительства сообщества. Как драматург того, что считается «Движением за черное искусство», Уилсон унаследовал дух Движения, создавая пьесы, которые прославляли историю и поэтические чувства чёрных людей. Его знаковый «Вековой цикл» успешно отслеживал и синтезировал опыт черной Америки в XX веке, используя каждое историческое десятилетие с 1904 по 1997 год, чтобы документировать физические, эмоциональные, умственные и политические стремления чёрной жизни в результате эмансипации.
Наиболее известные пьесы Уилсона — «Ограды» (1985) (которая получила Пулитцеровскую премию и премию «Тони»), «Урок фортепиано» (1990) (Пулитцеровская премия и премия Нью-Йоркского общества театральных критиков), Ма Рейни: Мать блюза и Джо Тернер: «Пришли и ушли».
Уилсон заявил, что на него больше всего повлияли «четыре B»: блюзовая музыка, аргентинский писатель и поэт Хорхе Луис Борхес, драматург Амири Барака и художник Ромаре Бирден. Он продолжил добавлять в список писателей Эда Буллинса и Джеймса Болдуина. Он отметил:
От Борхеса, тех замечательных историй гаучо, из которых я узнал, что можно быть конкретным относительно времени, места и культуры и при этом иметь произведение, резонирующее с универсальными темами любви, чести, долга, предательства и т. д. От Амири Бараки я узнал, что все искусство политическое, хотя я и не пишу политические пьесы. От Ромаре Бирдена я узнал, что полноту и богатство повседневной жизни можно передать без компромиссов или сентиментальности.
Он ценил Буллинза и Болдуина за их честное изображение повседневной жизни.
Как и Бирден, Уилсон работал с техникой коллажа в письме: «Я стараюсь сделать свои пьесы равными его холстам. Создавая пьесы, я часто использую образ кастрюли, в которую я бросаю разные вещи, которые собираюсь использовать — черную кошку, сад, велосипед, мужчину со шрамом на лице, беременную женщину, мужчину с ружьем». О смысле своей работы Уилсон говорил:
Однажды я написал этот короткий рассказ под названием «Лучший блюзовый певец в мире», и он звучал примерно так: «Улицы, по которым ходил Бальбоа, были его собственным океаном, и Бальбоа тонул». Конец истории. Это все говорит. Больше нечего сказать. Я переписывал одну и ту же историю снова и снова. Все мои пьесы переписывают одну и ту же историю.

### Питтсбургский цикл
Питтсбургский цикл Уилсона, также часто называемый его Вековым циклом, состоит из десяти пьес, девять из которых происходят в районе Хилл в Питтсбурге (другая — в Чикаго), афроамериканском районе, который приобретает мифическое литературное значение, как Уэссекские повести Томаса Харди, «Йокнапатофа» Уильяма Фолкнера или «Баллибег» ирландского драматурга Брайана Фрила. Пьесы каждая из них происходят в разное десятилетие и направлены на то, чтобы описать опыт чернокожих в XX веке и «повысить сознание через театр» и отразить «поэзию в повседневном языке черной Америки». Его описания опыта чернокожих всегда включали сильные женские персонажи и иногда включали элементы сверхъестественного. В своей книге он писал: «Моя мать очень сильная, принципиальная женщина. Мои женские персонажи... во многом происходят от моей матери».
Что касается элементов сверхъестественного, Уилсон часто представлял некоторые формы суеверий или старых традиций в пьесах, которые восходят к сверхъестественным корням. Одна из его пьес, хорошо известная тем, что показывает это, — «Урок фортепиано». В пьесе используется фортепиано, которое освобождает духов предков. Уилсон хотел создать такое событие в пьесе, чтобы зрители сами решали, что реально, а что нет. Он был очарован силой театра как средства, где большое сообщество могло объединиться, чтобы стать свидетелем разворачивающихся событий и течений.
Уилсон рассказал «The Paris Review»:
Я думаю, что мои пьесы предлагают (белым американцам) другой способ взглянуть на чернокожих американцев. Например, в «Оградах» они видят мусорщика, человека, на которого они на самом деле не смотрят, хотя они видят мусорщика каждый день. Глядя на жизнь Троя, белые люди обнаруживают, что на содержание жизни этого черного мусорщика влияют те же вещи — любовь, честь, красота, предательство, долг. Осознание того, что эти вещи являются такой же частью его жизни, как и их, может повлиять на то, как они думают и относятся к чернокожим людям в своей жизни.
Хотя пьесы цикла не связаны строго по степени серийности, некоторые персонажи появляются (в разном возрасте) в более чем одной из пьес цикла. Дети персонажей из более ранних пьес могут появляться в более поздних пьесах. Наиболее часто упоминаемый персонаж в цикле — тетя Эстер, «мойщица душ». Сообщается, что ей 285 лет в Gem of the Ocean , действие которой происходит в ее доме по адресу 1839 Wylie Avenue, и 349 в Two Trains Running . Она умирает в 1985 году во время событий King Hedley II . Большая часть действия Radio Golf вращается вокруг плана сноса и перестройки этого дома через несколько лет после ее смерти. Тетя Эстер — символическая и повторяющаяся фигура, олицетворяющая борьбу афроамериканцев. Ей «не буквально три столетия, а череда народных жриц... [она] воплощает весомую историю трагедии и триумфа». В пьесах часто присутствует явно психически больной персонаж-оракул (разный в каждой пьесе) — например, Хедли-старший в «Семи гитарах» , Габриэль в «Оградах» , стукач в «Короле Хедли II » или Хэмбон в «Двух идущих поездах».
| Год премьеры | Название                   | Десятилетие | Открытие на Бродвее                |
| ------------ | -------------------------- | ----------- | ---------------------------------- |
| 1982         | Джитни                     | 1970s       | 2017 – Театр Самуила Джей Фридмана |
| 1984         | Ма Рейни: Мать блюза       | 1920s       | 1984 – Театр Корта                 |
| 1985         | Ограды (пьеса)             | 1950s       | 1987 – Театр 46-й улицы            |
| 1986         | Джо Тернер «Пришел и ушел» | 1910s       | 1988 – Театр Этель Бэрримор        |
| 1987         | Уроки фортепиано           | 1930s       | 1990 – Театр Уолтера Керра         |
| 1990         | Едут два поезда            | 1960s       | 1992 – Театр Уолтера Керра         |
| 1995         | Семь Гитар                 | 1940s       | 1996 – Театр Уолтера Керра         |
| 1999         | Король Хедли II            | 1980s       | 2001 – Вирджиния Театр             |
| 2003         | Жемчужина океана           | 1900s       | 2004 – Театр Уолтера Керра         |
| 2005         | Радио Golf                 | 1990s       | 2007 – Театр Корта                 |

Театр Гудмена в Чикаго был первым театром в мире, который поставил весь цикл из 10 пьес, постановки которого продолжались с 1986 по 2007 год. Две постановки Гудмена — «Семь гитар» и «Жемчужина океана» — были мировыми премьерами. Израиль Хикс поставил весь цикл из 10 пьес с 1990 по 2009 год для Denver Center Theatre Company. Театральный центр Geva поставил все 10 пьес в десятилетнем порядке с 2007 по 2011 год под названием «Американский век» Огаста Уилсона. Театральная компания Хантингтон в Бостоне поставила все 10 пьес, завершив постановку в 2012 году. При жизни Уилсона он тесно сотрудничал с The Huntington для постановки более поздних пьес. Pittsburgh Public Theater был первой театральной компанией в Питтсбурге, которая поставила весь цикл «Столетие», включая мировую премьеру « Короля Хедли II» , которая открыла театр O'Reilly в центре Питтсбурга.
TAG – The Actors' Group в Гонолулу, Гавайи, поставила все 10 пьес цикла, начиная с Two Trains Running в 2004 году и завершившись в 2015 году Ма Рейни: Мать блюза. Все шоу были премьерами на Гавайях, все имели огромный успех в прокате и собрали множество местных театральных наград для актёров и организации. Black Rep в Сент-Луисе и Anthony Bean Community Theater в Новом Орлеане также представили полный цикл.
В годы после смерти Уилсона цикл из 10 пьес назывался «Цикл века Огаста Уилсона» и «Цикл американского века».
За два года до своей смерти в 2005 году Уилсон написал и сыграл неопубликованную моноспектакль под названием «Как я узнал, что я узнал о силе искусства и силе возможности». Спектакль был поставлен в нью-йоркском Signature Theatre под руководством Тодда Крейдлера, друга и протеже Уилсона. «Как я узнал» исследует его дни как борющегося молодого писателя в районе Хилл в Питтсбурге и то, как район и его люди вдохновили его цикл пьес об опыте жизни афроамериканцев.

## Личная жизнь
Уилсон был женат трижды. Его первый брак был с Брендой Бертон продлился с 1969 по 1972 год. У них была одна дочь, Сакина Ансари, родившаяся в 1970 году. В 1981 году он женился на Джуди Оливер, социальном работнике; они развелись в 1990 году. Он женился снова в 1994 году и пережил свою третью жену, дизайнера костюмов Констанцу Ромеро, с которой он познакомился на съемках «Уроки фортепиано». У них была дочь Азула Кармен Уилсон. Уилсона также пережили братья и сестры Фреда Эллис, Линда Джин Киттель, Ричард Киттель, Донна Конли и Эдвин Киттель.

## Смерть
Уилсон сообщил, что в июне 2005 года у него диагностировали рак печени и давали ему от трёх до пяти месяцев жизни. 2 октября того же года в возрасте 60 лет он умер в Шведском медицинском центре в Сиэтле, 8 октября был похоронен на кладбище Гринвуд в Питтсбурге. Сообщается, что он запросил «чёрные похороны» в соборе Святого Павла, но разрешение на некатолические похороны епархией не было предоставлено. Вместо этого поминальная служба прошла в Университете Питтсбурга.

## Наследие и почести

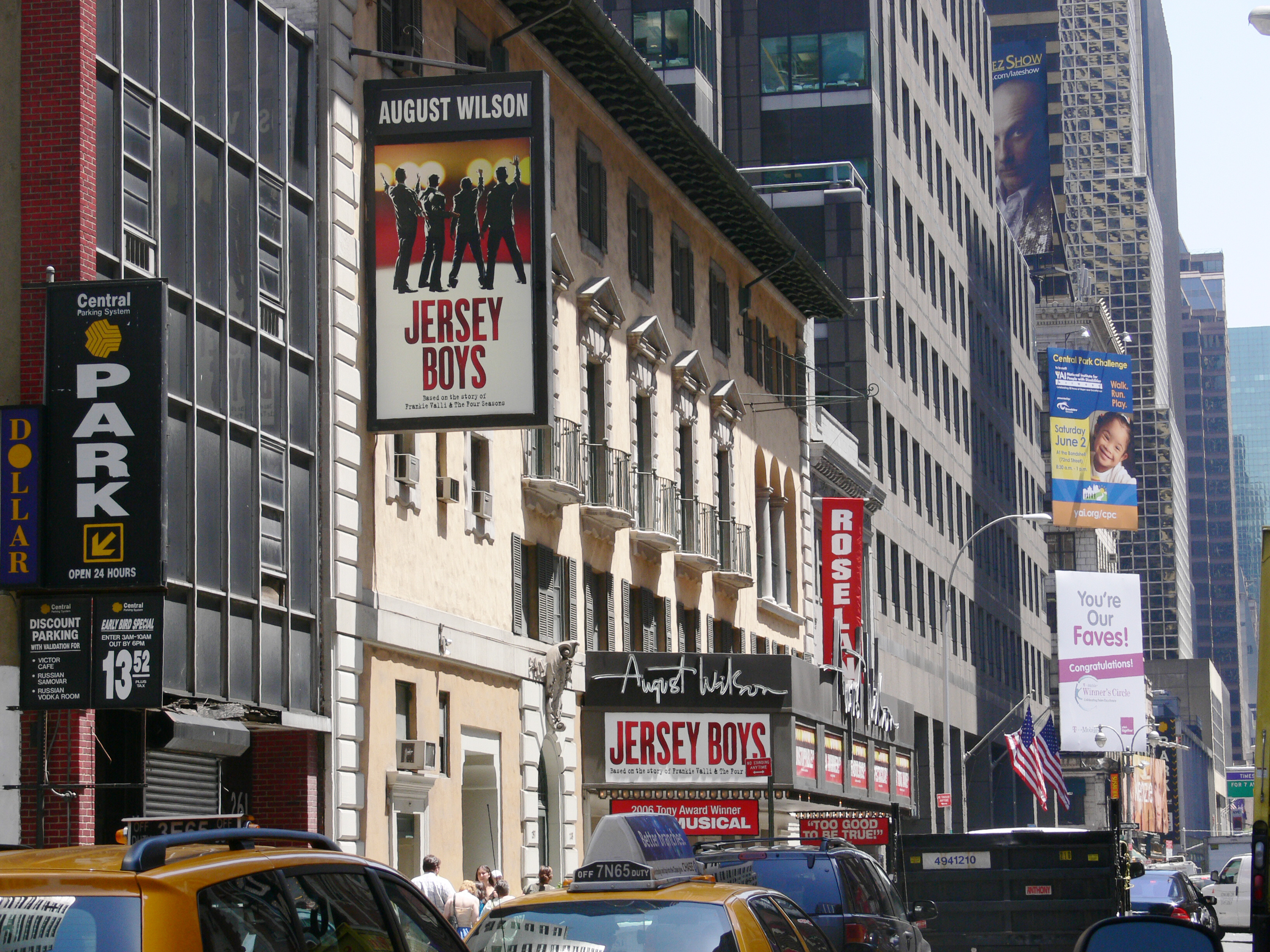
Театр Огаста Уилсона, Нью-Йорк

26 февраля 2008 года дм детства Уилсона и его шести братьев и сестер, на Бедфорд Авеню 1727 в Питтсбурге, был объявлен исторической достопримечательностью штата Пенсильвания. городской совет Питтсбурга включил дом в Список исторических памятников города Питтсбург. 30 апреля 2013 года дом Огаста Уилсона был добавлен в Национальный реестр исторических мест.
В Питтсбурге есть Центр афроамериканской культуры имени Огаста Уилсона. В центре находится постоянная экспозиция о жизни Уилсона в районе Питтсбурга Хилл, «Огаст Уилсон: писательский ландшафт».
16 октября 2005 года, через четырнадцать дней после смерти Уилсона, Вирджиния театр в районе Бродвея Нью-Йорка был переименован в театр Огаста Уилсона. Это первый бродвейский театр, носящий имя афроамериканца. В театре было показано множество спектаклей, включая Jersey Boys, Groundhog Day и Mean Girls.
В 2007 году Кенни Леон и Тодд Крейдлер основали конкурс монологов имени Огаста Уилсона. Старшеклассники при поддержке профессиональных актеров, наставников, местных преподавателей драматического искусства и других лиц разучивают монолог из одной из пьес Уилсона и исполняют его перед профессиональным жюри. Эта дань уважения творчеству Уилсона является официальным конкурсом во многих американских городах, включая, по состоянию на 2020 год, Атланту, Бостон, Буффало, Чикаго, Даллас, Гринсборо, Лос-Анджелес, Нью-Хейвен, Нью-Йорк, Норфолк, Питтсбург, Портленд, Сан-Диего и Сиэтл. Национальный победитель конкурса получает шанс выступить на Бродвее.
В Сиэтле, штат Вашингтон, вдоль южной стороны Сиэтлского репертуарного театра, освобожденная Республиканская улица между Уоррен Авеню Север и 2-й Авеню Север на территории Сиэтл-центра была переименована в Огаста Уилсон Уэй.
В сентябре 2016 года существующий общественный парк возле дома, где он провёл детство, был отремонтирован и переименован в парк Огаста Уилсона
В 2020 году Библиотечная система Питтсбургского университета приобрела литературные статьи и материалы Уилсона для создания Архива Огаста Уилсона.
В 2021 году Почтовая служба США почтила Уилсона безноминальной маркой с его изображением в рамках серии марок Black Heritage. Она была разработана Этель Кесслер с использованием иллюстраций Тима О'Брайена.
Другие награды и почести по годам:
- 1985: Премия Нью-Йоркского общества театральных критиков за лучшую американскую пьесу «Ма Рейни: Мать блюза»
- 1986: Премия Уайтинга за драму
- 1986: Стипендия Гуггенхайма по драматическому искусству и исполнительскому искусству[47]
- 1987: Артист года по версии Chicago Tribune
- 1988: Премия «Литературный лев» от Нью-Йоркской публичной библиотеки
- 1988: Премия «Золотая пластина» Американской академии достижений[48]
- 1988: Премия Нью-Йоркского общества театральных критиков за лучшую пьесу — Джо Тернер: «Пришли и ушли»
- 1990: Премии губернатора за выдающиеся достижения в области искусства и выдающимся деятелям искусств Пенсильвании
- 1990: Премия Нью-Йоркского общества театральных критиков за лучшую пьесу — «Уроки фортепиано»
- 1991: Премия Зала славы чернокожих кинематографистов
- 1991: Литературная премия Сент-Луиса от Ассоциации библиотек Сент-Луисского университета[49][50]
- 1992: Премия Американской ассоциации театральных критиков – «Два идущих поезда»
- 1992,2007: Премия Нью-Йоркского общества театральных критиков за лучшую американскую пьесу — «Два идущих поезда»
- 1992: Премия Кларенса Мьюза
- 1996: Премия Нью-Йоркского общества театральных критиков за лучшую пьесу — «Семь гитар»
- 1999: Национальная гуманитарная медаль
- 2000: Премия Нью-Йоркского общества театральных критиков за лучшую пьесу — «Джитни»
- 2001: Премия Внешнего круга критиков за лучшую пьесу Джона Гасснера — «Ограды»
- 2002: Премия Оливье за лучшую новую пьесу — Джитни
- 2004: 10-я ежегодная премия Хайнца в области искусств и гуманитарных наук[51]
- 2004: Премия за свободу слова на американском фестивале комедийного искусства
- 2005: Премия Make Shift от Конфедерации драматургов США
- 2006: Американский театральный зал славы[52]
- 2013: Премия Люсиль Лортел за выдающееся возрождение — «Урок фортепиано»

### Интервью
- Charlie Rose view
- August Wilson on Blackness, Bill Moyers, A World of Ideas, October 20, 1988.
- Bonnie Lyons, George Plimpton (Winter 1999). August Wilson, The Art of Theater No. 14. The Paris Review. Winter 1999 (153).
- NPR Intersections: August Wilson, Writing to the Blues, March 1, 2004, audio interview (6 mins).
- Interview with Wilson, The Believer, November 2004.
- Putting Up Fences, article with video, BU Today, September 17, 2009.

### Некрологи
- "Theater Is to Be Renamed for a Dying Playwright", The New York Times, September 2, 2005.
- Pittsburgh Post-Gazette obituary, October 3, 2005
- "August Wilson, Theater's Poet of Black America, Is Dead at 60", The New York Times, October 3, 2005.
- Margaret Busby, "August Wilson – Distinguished black American playwright who reclaimed the stories of his people", The Guardian, October 4, 2005.